# Kim Raver
Kimberly Jayne Raver, detta Kim (New York, 15 marzo 1969), è un'attrice e produttrice televisiva statunitense.

## Biografia
Nata e cresciuta a New York, esordisce a 6 anni nella serie Sesame Street, accanto ai Muppet. Dopo alcune esperienze nella pubblicità, nel 1991 si laurea a Boston alla facoltà di belle arti. In seguito prosegue con la sua formazione teatrale a New York. Dopo essere apparsa nelle serie televisive Law & Order, The Practice e Spin City, la Raver si fa conoscere con l'interpretazione del paramedico Kim Zambrano nella serie Squadra emergenza, a cui prende parte dal 1999 al 2005 ed in seguito con l'interpretazione di Audrey Raines nella serie TV 24. Nel 2006 ha partecipato con Ben Stiller a Una notte al museo. Alla fine degli anni 2000 è stata impegnata nella serie televisiva Lipstick Jungle, vestendo i panni dei Nico Reilly. Dopo la chiusura di questa serie, nel 2009 passa a Grey's Anatomy, dove da allora ricopre ciclicamente il ruolo della dottoressa Teddy Altman. Dal 2012 al 2013 interpreta il ruolo di Julia Neville nella serie TV Revolution.

## Filmografia

### Cinema
- Martin & Orloff, regia di Lawrence Blume (2002)
- Mind the Gap, regia di Eric Schaeffer (2004)
- Keep Your Distance, regia di Stu Pollard (2005)
- Una notte al museo (Night at the Museum), regia di Shawn Levy (2006)
- Prisoner, regia di David Alford e Robert Archer Lynn (2007)
- La treccia (La Tresse), regia di Lætitia Colombani (2023)

### Televisione
- Sesamo apriti (Sesame Street) – serie TV (1975-1978)
- Menendez: A Killing in Beverly Hills, regia di Larry Elikann – film TV (1994)
- Central Park West – serie TV, episodi 1x01-1x02-1x03 (1995)
- Law & Order - I due volti della giustizia (Law & Order) – serie TV, episodio 6x22 (1996)
- Soul Mates, regia di Peter Werner – film TV (1997)
- The Practice - Professione avvocati (The Practice) – serie TV, episodio 2x01 (1997)
- Spin City – serie TV, episodio 2x08 (1997)
- Trinity – serie TV, episodi 1x01-1x02-1x03 (1998)
- Squadra emergenza (Third Watch) – serie TV, 111 episodi (1999-2005)
- E.R. - Medici in prima linea (ER) – serie TV, episodio 8x19 (2002)
- 24 – serie TV, 53 episodi (2004-2007)
- Nella mente di Sarah (Haunting Sarah), regia di Ralph Hemecker – film TV (2005)
- The Nine – serie TV, 13 episodi (2006-2007)
- Lipstick Jungle – serie TV, 20 episodi (2008-2009)
- Grey's Anatomy – serie TV (2009-2012, 2017-in corso) – Teddy Altman
- Bond of Silence, regia di Peter Werner – film TV (2010)
- Revolution – serie TV, 9 episodi (2012-2014)
- The Secret Lives of Wives – film TV (2012)
- NCIS: Los Angeles – serie TV, episodi 4x18-4x19 (2013)
- 24: Live Another Day – miniserie TV, 12 puntate (2014)
- Bones – serie TV, episodi 11x01-11x02 (2015)
- APB - A tutte le unità (APB) – serie TV, episodi 1x07-1x08-1x09 (2017)
- Ray Donovan – serie TV, 4 episodi (2018)
- Designated Survivor – serie TV, 6 episodi (2018)
- Station 19 – serie TV, episodi 3x11-3x16 (2020) – Teddy Altman

## Doppiatrici italiane
Nelle versioni in italiano dei suoi lavori, Kim Raver è stata doppiata da:
- Sabrina Duranti in Una notte al museo, Lipstick Jungle, NCIS: Los Angeles, APB - A tutte le unità
- Roberta Greganti in The Nine, Grey's Anatomy, Designated Survivor, Station 19
- Francesca Fiorentini in Nella mente di Sarah, Bond of Silence, Revolution
- Chiara Colizzi in 24, 24: Live Another Day
- Eleonora De Angelis in Squadra emergenza, E.R. - Medici in prima linea
- Mavi Felli in Law & Order - I due volti della giustizia
- Claudia Catani in Ray Donovan